# فنار المكس العالي
فنار المكس العالي هو فنار يقع على بعد 740 م (0.46 ميل) جنوب شرق الضوء الأمامي، بجوار مزرعة كبيرة لخزانات البترول على هضبة في حي المكس، الإسكندرية. وهو عبارة عن برج دائري بطول 30 مترًا (98 قدمًا) مع قبة تعلوها علامة نهارية على شكل كرة ومسمار. النصف العلوي من البرج مطلي باللون الأسود والنصف السفلي باللون الأبيض.
يرجع سبب تسميته «الفنار العالي» تمييزًا له عن فنار المكس الواطي الذي يقع أمامه على بعد 200 متر على هضبة مرتفعة وهو يُكمل عمل فنار المكس الواطى في الإشارة.